# Тайфун (сімейство бронеавтомобілів)

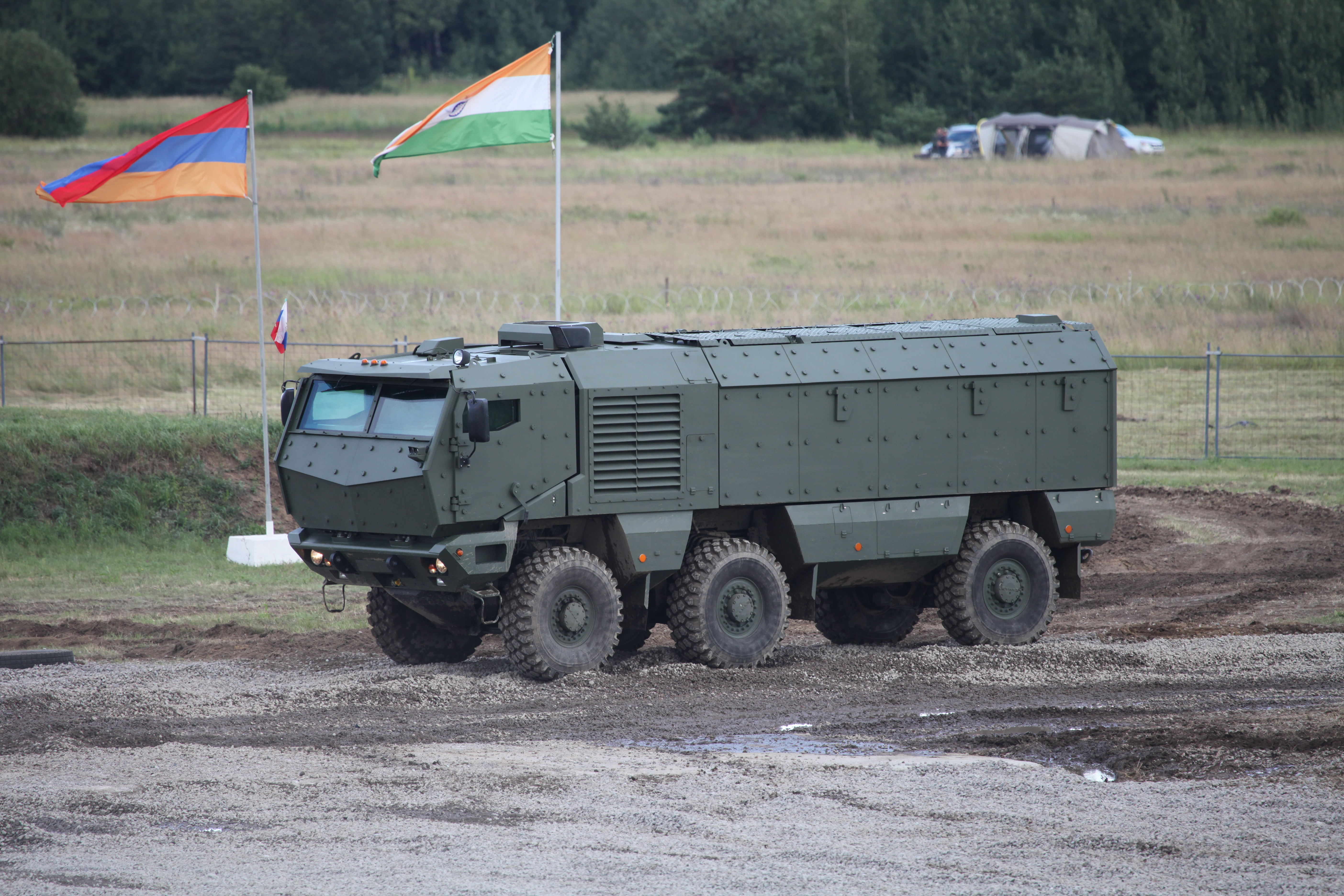
КАМАЗ-63968 «Тайфун-К»

«Тайфун» — сімейство бронеавтомобілів підвищеної захищеності, що розробляється кооперацією з більш ніж 120 підприємств, серед яких Уральський автомобільний завод, КамАЗ, Ярославський моторний завод, НДІ сталі (броня машини), Федеральний ядерний центр в Сарові (розрахунок захищеності бронекорпуса), «Магістраль» (бронестекла), МГТУ ім. Баумана (гідропневматична підвіска). Прийнятий на озброєння в 2014 році. Показані на військовому параді в Москві 9 травня 2014 року.

## Модифікації
- КамАЗ-63968 «Тайфун-К» — бронеавтомобіль з колісною формулою 6х6 і двигуном ЯМЗ-5367 потужністю 450 к.с.
- КамАЗ-63969 «Тайфун-К» — бронеавтомобіль з колісною формулою 6х6
- КамАЗ-53949 «Тайфун-К», «Тайфунёнок», «Тайфун 4х4» — бронеавтомобіль з колісною формулою 4х4 і двигуном Cummins потужністю 350 к.с.
- БММ «Лінза» — санітарний транспортер/санітарний автомобіль та медичний пункт на базі «Тайфун 4х4». Має захист 3-го класу, У медичному модулі передбачено шість відкидних сидінь для поранених або місце під розміщення двох-чотирьох нош.[1]
- КамАЗ-4386 «Тайфун-К», «Тайфун-ВДВ»
- Урал-63095 «Тайфун-У» — бронеавтомобіль з колісною формулою 6х6, гідропідвіскою і двигуном ЯМЗ-5367 потужністю 450 к.с.
- Урал-63099 «Тайфун-У» — бронеавтомобіль з колісною формулою 6х6, гідропідвіскою і двигуном ЯМЗ-5367 потужністю 450 к.с.
- Урал-53099 «Тайфун-У» — вкорочена версія Урал-63099 «Тайфун-У» з колісною формулою 4х4, гідропідвіскою і двигуном ЯМЗ-5367 потужністю 450 к.с. і АКПП[джерело?]. В 2018 році була представлена наступна ітерація цієї моделі захищеного рамного автомобіля з однооб'ємним кузовом, яка мала помітні відмінності від показаного раніше прототипу[2]

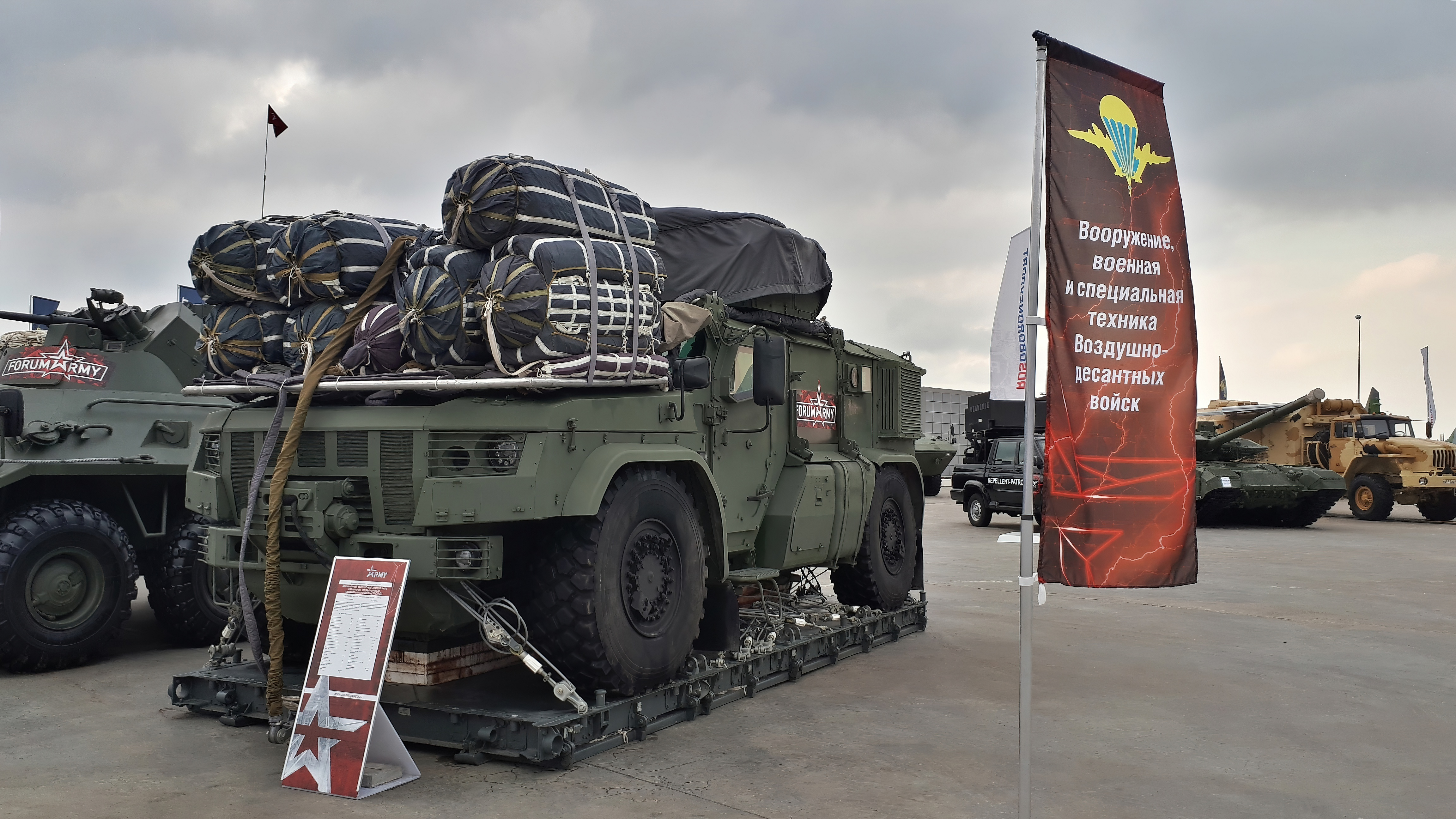
Десантований «Тайфун-ВДВ» на виставці «Армія-2021»
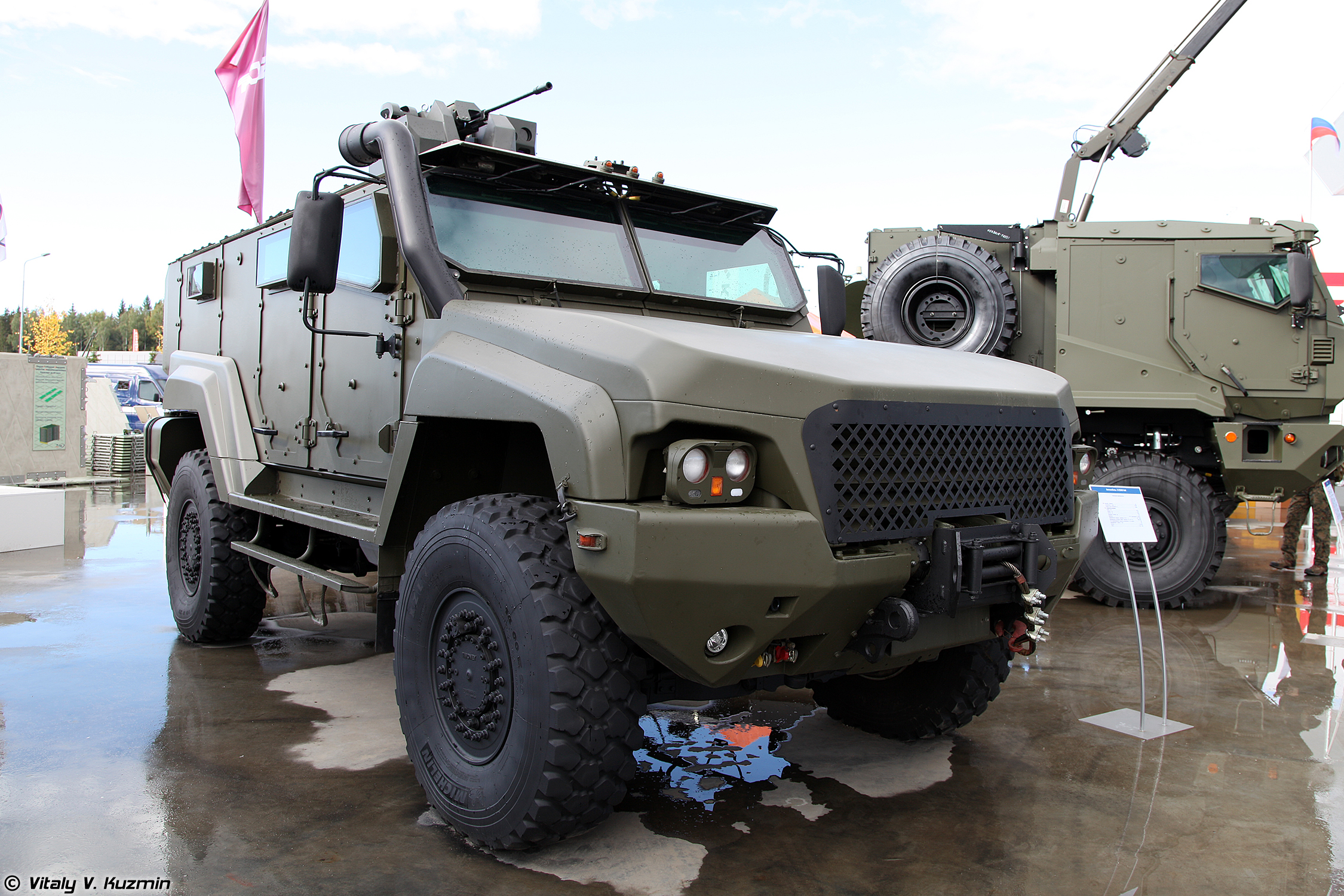
КамАЗ-53949 «Тайфун-К», «Тайфун 4х4»
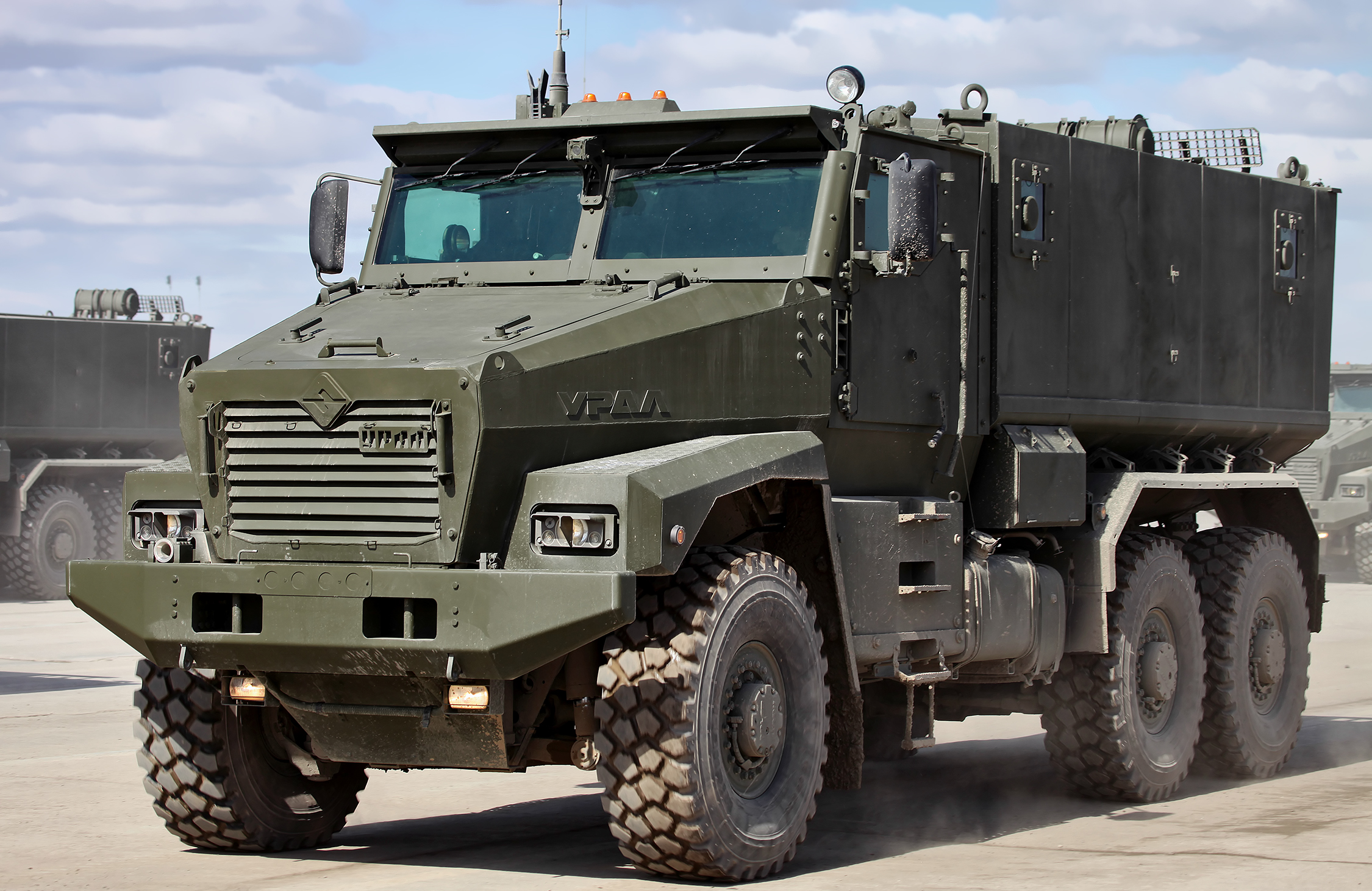
Урал-63095 «Тайфун-У»
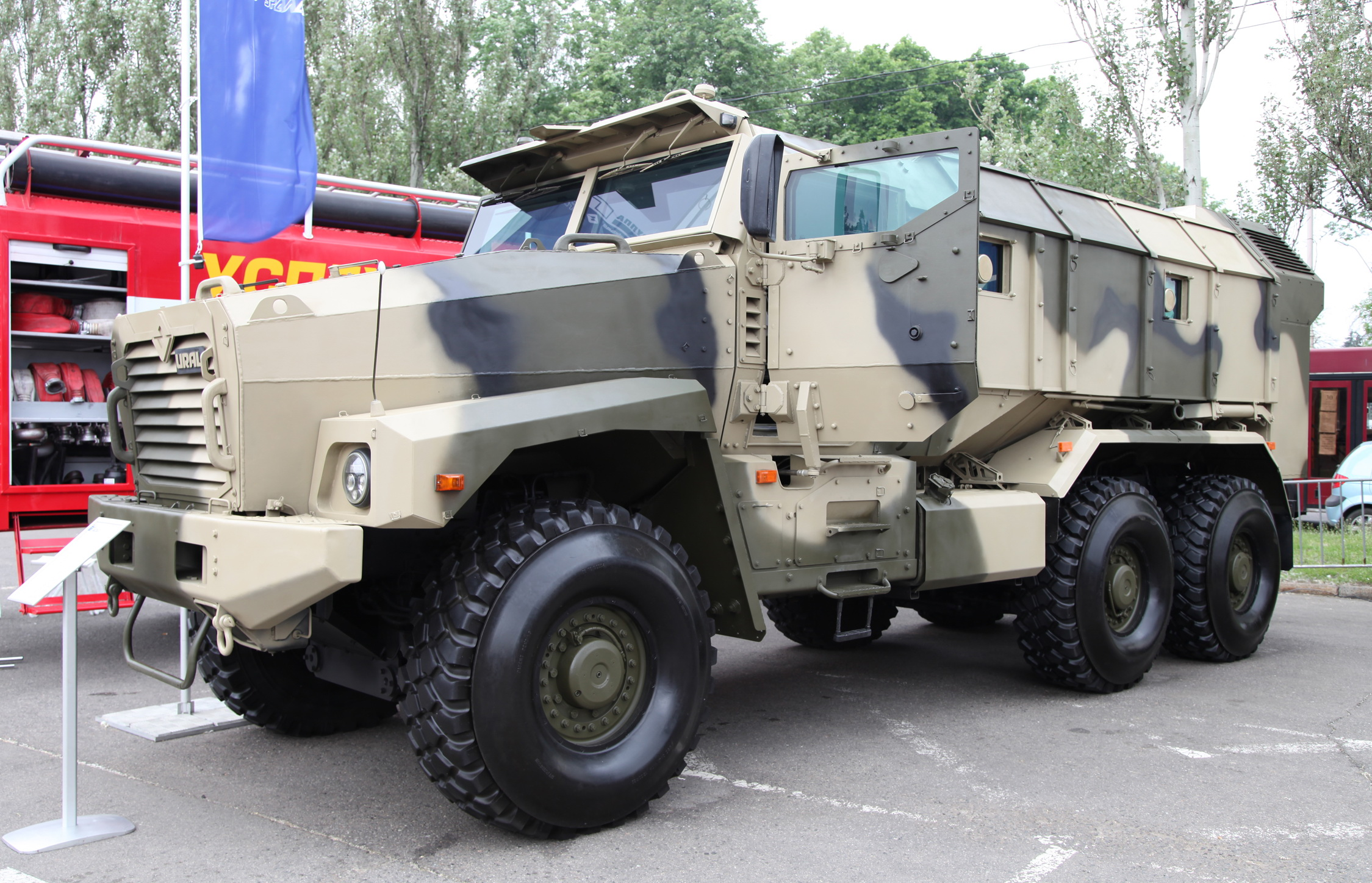
Урал-63099 «Тайфун-У»
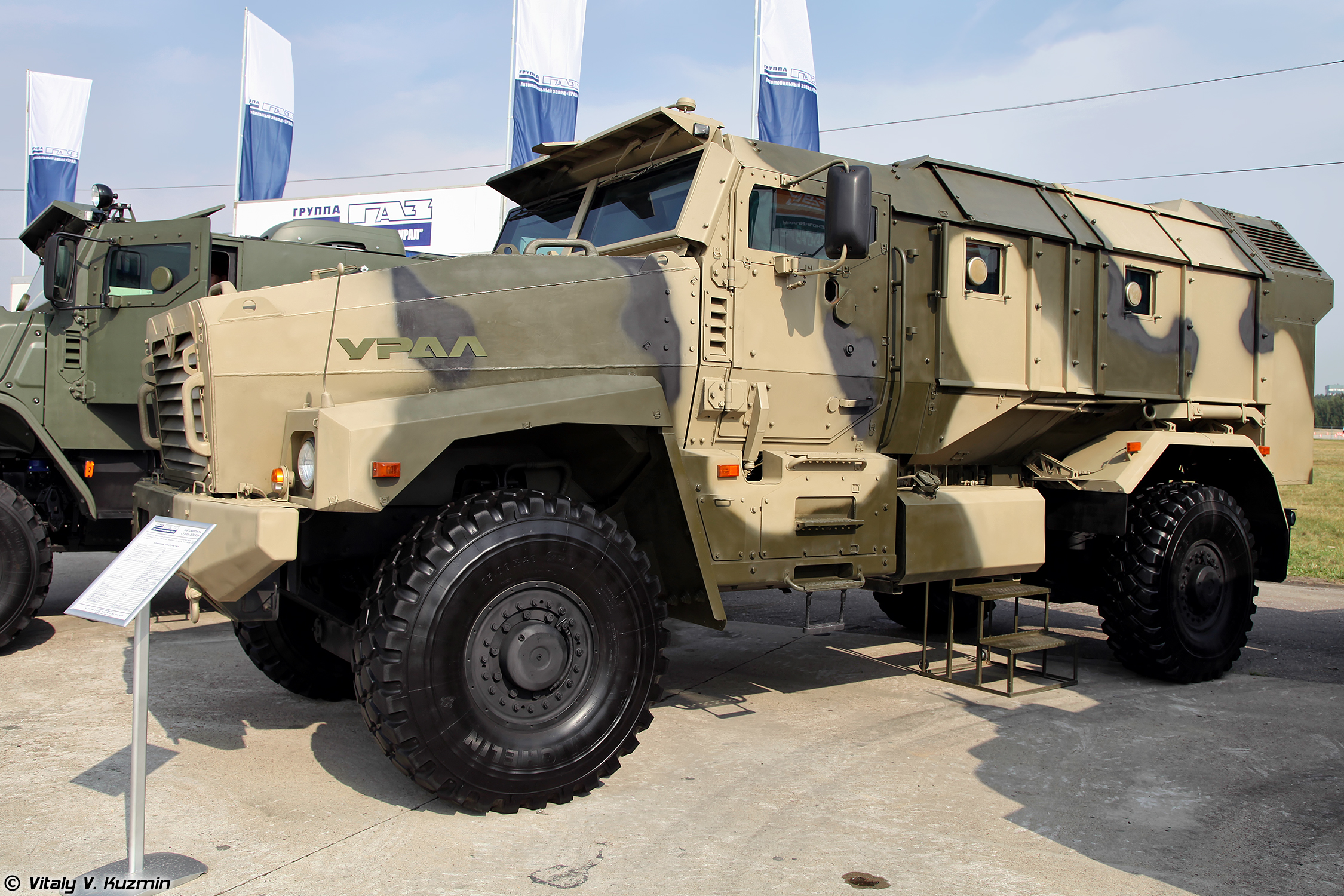
Урал-53099 «Тайфун-У»
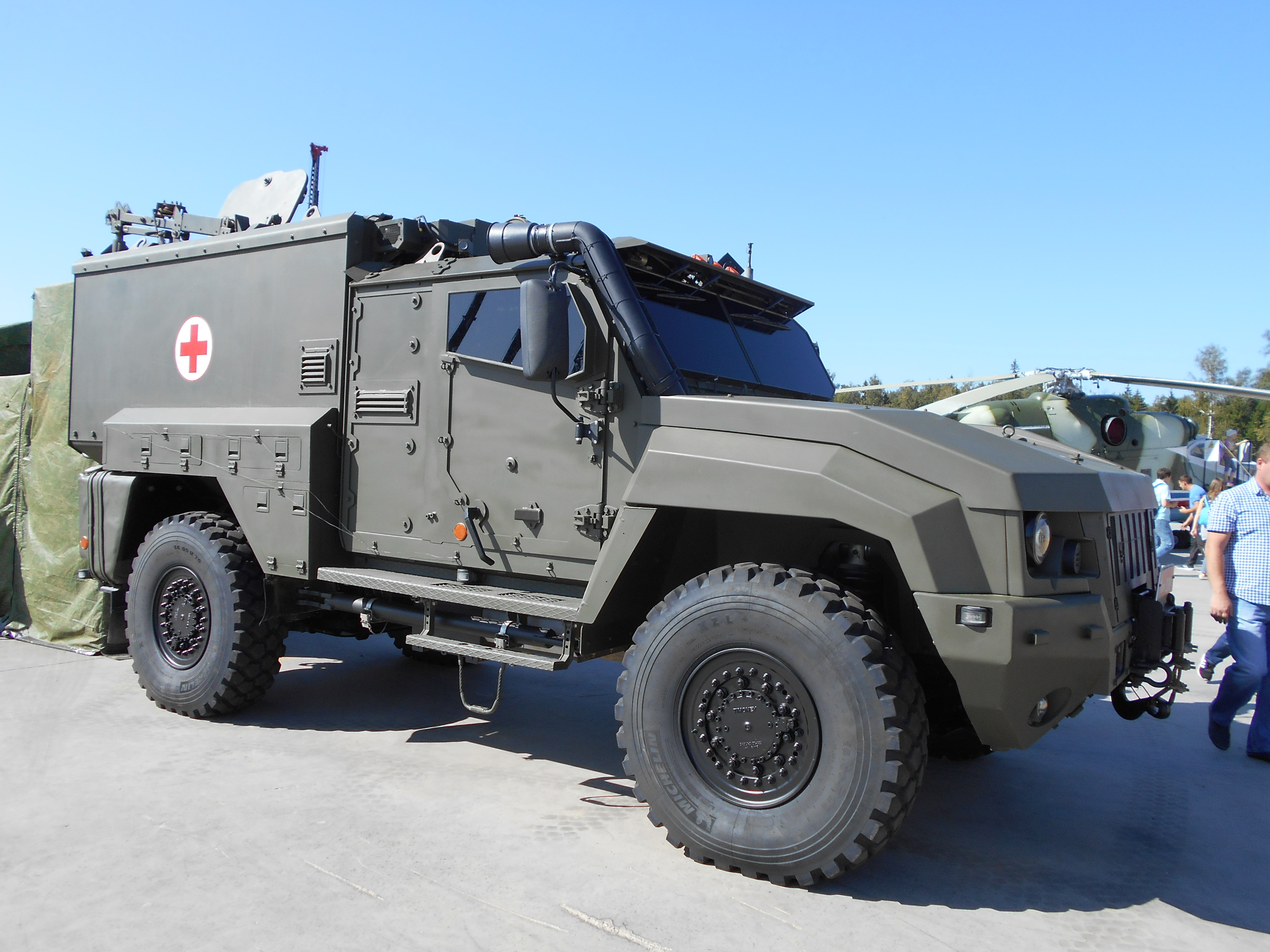
БММ «Лінза»

## Оператори
- Росія — приблизно 180 одиниць «Тайфун-У» і 260 «Тайфун-К», станом на травень 2017 року[3]
- Узбекистан  — «Тайфун-К» були продемонстровані на церемонії відкриття танкового біатлону в Узбекистані[4] і під час телеефіру на каналі «Узбекистан 24»[5]
- Україна — 6 одиниць (трофейні)[6]

## Бойове застосування

### Громадянська війна в Сирії
Машини КАМАЗ-63968 «Тайфун-К» були відправлені до Сирії разом з підрозділами військової поліції на початку 2017 року. В Сирії «Тайфуни-К» використовувалися не тільки для транспортування особового складу, але і для доставки гуманітарної допомоги.
18 листопада 2019 року в місті Кобані Сирії, чергуючи та будучи в спільному російсько-турецькому конвої, в складі якого входили MRAP «Тайфун К», був атакований радикальною групою жителів міста, які кидали каміння і пляшки з запалювальною сумішшю. Постраждав тільки верхній шар скла. 

### Російсько-українська війна
26 лютого — в ході запеклих боїв силами ЗСУ був знешкоджений і захоплений російський бронеавтомобіль — КАМАЗ-63968 (6 х 6), відомий також як «Тайфун-К». Як було видно після бою позначки від куль на лобовому склі і передньої частини кабіни, також пробиті колеса.
На 19 березня — ЗСУ вдалось знищити не одну одиницю російського КамАЗ-63968 «Тайфун-К». Після одного з боїв очевидці сфотографували повністю згорілий MRAP на узбіччі.
На 3 квітня редактори ресурсу Oryx знайшли у відкритих джерелах відео та фото підтвердження втрати 10 машин КамАЗ-63968 «Тайфун-К».
Також на початок квітня 2022 року силам оборони України вдалось захопити застряглий у багнюці неушкоджений і працездатний «Тайфун-К».
29 квітня було зазначено серед інших підбитих одиниць спецзагоном «Азов» були MRAP сімейства «Тайфун»..
9 листопада у Херсонській області українськими військами був знайдений трофейний Тайфун К[джерело?]